# Carabină

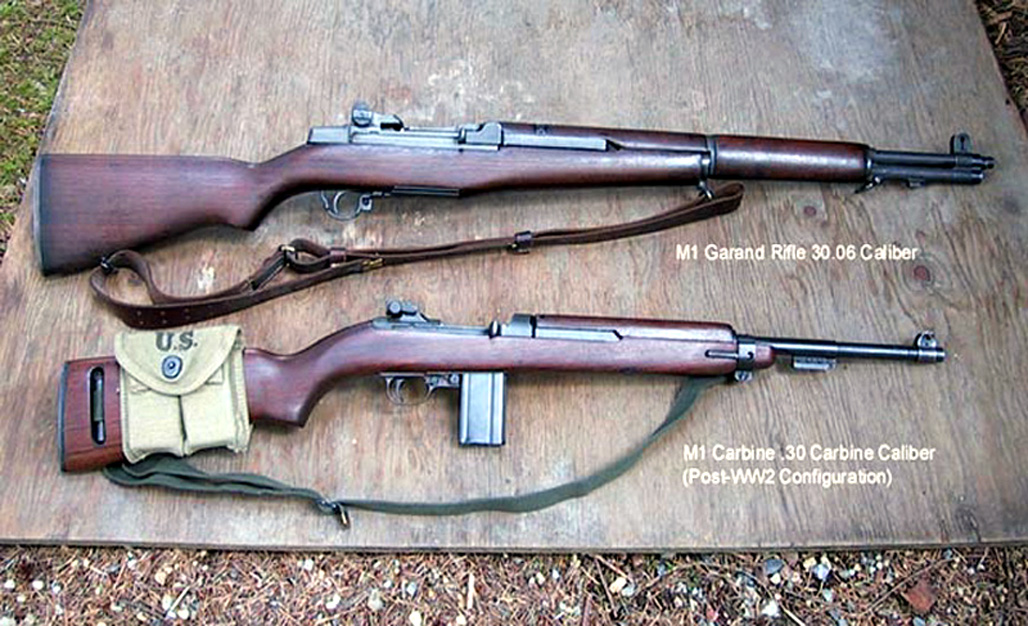
Puşca M1 Garand și carabina M1

Carabina (din limba franceză carabine) este o armă ghintuită similară, dar mai scurtă și mai ușoară decât pușca obișnuită. Multe carabine sunt versiuni scurtate a unor puști, trăgând cu cartușe de același tip, dar cu o viteză mai mică la gura țevii și o precizie mai redusă din cauza faptului că țeava este mai scurtă.
Lungimea și greutatea mai mică le fac mai ușor de mânuit în spații înguste, ca de exemplu în luptele urbane sau în junglă, sau atunci când trupele sunt transportate în vehicule militare. Sunt mai mari decât pistoalele mitralieră, fiind mai greu de manevrat decât acestea și sunt în dezavantaj, dacă puterea de oprire sau bătaia nu sunt atât de importante. Trăgând cu aceeași muniție ca și puștile, oferă avantajul standardizării. 

## Legături externe
- „Carabină” la DEX online